# Гатуев, Дзахо Алексеевич

Мемориальная доска на доме №32 на улице Цаголова, Владикавказ

Дзахо (Константин) Алексеевич Гатуев (осет. Гатуты Дзахо, 1892 год, Владикавказ — 11 июня 1938 год) — осетинский писатель, публицист, революционный и общественный деятель.

## Биография
Родился в 1892 году во Владикавказе в семье священника Алексия Гатуева. Проживал в доме своего отца на Тарской улице. После окончания владикавказской гимназии поступил в 1912 году в Московский университет. Будучи студентом, принимал участие в деятельности подпольного марксистского кружка. Был знаком с Сергеем Кировым, по заданию которого распространял во Владикавказе большевистскую агитационную литературу.
В октябре 1917 года участвовал в восстании в Москве. В конце этого же года возвратился во Владикавказ, где участвовал в становлении советской власти. Будучи корреспондентом газеты «Горская жизнь», присутствовал в 1918 году на съезде народов Терской области. После того, как Терскую область захватили белогвардейские войска, скрывался в селе Христиановское.
В 1920 году был назначен заместителем заведующего Терско-Кавказского отделения Российского телеграфного агентства (РОСТ). В 1921—1923 — заведующий художественным отделом Наркомпроса Горской ССР. С 1923 года проживал в Ростове-на-Дону. С 1925 года — аспирант Кавказской секции Института народов Востока. Занимался историей Кавказа, участвовал в экспедициях и собирал этнографический материал. В это же время написал своё первое крупное публицистическое произведение «Ингуши», которая была издана в 1926 году в Ленинграде.
С 1928 года проживал в Москве, где работал в Коммунистическом университете трудящихся Востока (КУТВ). В Москве написал исследовательские сочинения «Империя Узуна-Хаджи» и «Августовские события».
Возвратившись на родину, продолжил свою журналистскую деятельность, путешествуя по селениям Северного Кавказа. Публиковал свои очерки на страницах журналов «Народный учитель» (1930—1934) и «Наши достижения» (1935—1936).
Написал очерк «Мироныч», содержащий биографические сведения о Сергее Кирове.
Приговорен к расстрелу по личной санкции Сталина. Расстрелян 13 июня 1938 года.
В 2003 году на доме №32 по улице Цаголова, где проживал Дзахо Гатуев, была установлена мемориальная доска (автор — скульптор Михаил Дзбоев).

## Избранные сочинения
- Песни// Горская мысль, 1922, № 3
- Ингуши, очерки, Ленинград, изд. Прибой, 1926
- Зелимхан, повесть, Ростов-на-Дону, 1929
- Амран// изд. АН СССР, 1932, 162 стр.
- Сад, драма, М., Художественная литература, 1934, 73 стр.

посмертные издания
- Гага-аул, М., Гослитиздат, 1960
- Избранное, М., Художественная литература, 1970
- Стакан шейха, Орджоникидзе, Ир, 1981, 439 стр.
- Мироныч, очерк// Дарьял, 2012, № 3